# Jane Remover
Jane Remover (Newark, 26 settembre 2003) è una musicista, cantante e produttrice discografica statunitense.
Ha pubblicato il suo album di debutto, Frailty, nel 2021, seguito dal suo secondo album, Census Designated, nel 2023. Ha rilasciato il suo terzo album, Revengeseekerz, nel 2025.
È pioniere del "dariacore" un microgenere del genere hyperpop nato sulla piattaforma SoundCloud con un album dallo stesso nome, rilasciato sotto lo pseudonimo di Leroy. Inoltre, sotto l'alias Venturing, ha rilasciato l'album Ghostholding nel 2025.

## Biografia
Insieme alla sorella gemella, Remover è nata a Newark, nel New Jersey, dove ha vissuto fino a quando non si è trasferita a Clark, intorno al 2011. Ha frequentato il College of New Jersey prima di lasciarlo per dedicarsi alla musica a tempo pieno. In precedenza ha fatto musica con lo pseudonimo di Dltzk. Ha fatto pubblicamente coming out come donna transgender nel 2022, e creando così il nome Jane Remover.
Nel Settembre 2024, ha dichiarato di non avere preferenze sui pronomi.

## Carriera Musicale
L'interesse di Remover verso la produzione musicale risale a prima del 2011, ispirata da produttori dubstep come Skrillex, Kill the Noise, e Virtual Riot. A metà del 2010 ha contribuito a creare diversi stili di EDM, citando Porter Robinson come la sua fonte d'ispirazione principale. Dalla musica elettronica, il focus di Remover diventa più incentrato sul genere trap intorno al 2018; fa riferimento ad artisti come Trippie Redd, Earl Sweatshirt, e Tyler, the Creator come ispirazioni.
Passa il resto degli anni successivi come guest producer, entrando a far parte di molteplici collettivi di artisti su SoundCloud come PlanetZero e Graveem1nd. La loro produzione inizia gradualmente a spostarsi verso il genere digicore.
Verso la fine del 2019, Remover inizia a produrre e a rilasciare da sè i suoi lavori sul suo profilo SoundCloud. Uno dei primi lavori da solista di Remover, "What's My Age Again?", guadagna popolarità grazie ad un post virale sulla piattaforma Twitter. Il suo secondo EP, Teen Week, viene rilasciato il 26 Febbraio, 2021, sotto lo pseudonimo di Dltzk (stylized as "dltzk"). Il brano "Homeswitcher", con l'artista Kmoe, ha raggiunto i 100,000 streams su SoundCloud a due settimane dal suo rilascio.
Dopo l'uscita di altri singoli non legati all'album, Remover inizia a far presagire l'uscita del suo album di debutto in studio, Frailty, e pubblica i relativi singoli tratti da quest'ultimo nel giugno 2021. Dopo la pubblicazione dei brani “How to Lie”, ‘Pretender’ e “Search Party”, Frailty è stato pubblicato da DeadAir Records il 12 novembre 2021. L'album è stato acclamato da diverse pubblicazioni come Pitchfork, che l'ha inserito al numero #47 della sua lista dei migliori album del 2021, e dal noto youtuber e critico musicale di internet Anthony Fantano.
Il 27 giugno 2022, Remover ha annunciato il ritiro dello pseudonimo Dltzk e ha introdotto il nome Jane Remover. Nella stessa data pubblica il singolo “Royal Blue Walls”. Remover pubblica una dichiarazione riguardo a questo cambiamento dichiarando che “il nome d'arte Dltzk non mi è mai piaciuto” e che “mi ricorda un periodo della mia vita che vorrei superare”. Ha inoltre annunciato che l'EP Teen Week sarebbe stato abbreviato, a causa di diversi disagi con il progetto così come era stato originariamente pubblicato. Questa modifica è entrata in vigore il 10 ottobre 2022 e quattro tracce sono state rimosse dall'EP. Il secondo singolo di Remover è stato pubblicato con il nome di Jane Remover, "Contingency Song", viene rilasciato il 16 Novembre 2022. Ha anche aperto il Hypochondriac Tour di Brakence dal 26 Novembre al 20 Dicembre, 2022.
Nel mese di Marzo del 2023, Remover diventa residente ufficiale di NTS Radio, dove si è esibita in set mensili di un'ora, intitolati “Wait Watch This”, sul secondo canale dell'emittente. Il progetto è terminato nel Dicembre del 2024 dopo essersi ritirata.
Il 23 Agosto 2023, Remover rilascia il singolo "Lips" tratto dal suo secondo album, Census Designated, rilasciato il 20 Ottobre dello stesso anno. Il 20 Settembre la traccia titolo dell'album, "Census Designated", è stata rilasciata assieme ad un video musicale diretto da Quadeca. L'album rappresenta diversi stili tra cui il bitcrushing and sampling meglio descritto come un "misto di shoegaze e bedroom pop", con inni di chitarre rock con un crescendo lento e un climax rumoroso. Una recensione di Pitchfork di Census Designated mette a confronto questa loro iterazione musicale ad artisti come Ethel Cain, My Bloody Valentine, Slowdive e Yeule.
A Febbraio del 2024, Remover dà inizio al Designated Dreams tour, aprendo gli spettacoli insieme al suo collega discografico, Quannnic.
Nei mesi di Agosto e Settembre del 2024, Remover apri i concerti del tourLay Down My Life del rapper americano JPEGMafia. Nel Dicembre del 2024, Remover annuncia il suo primo tour da solista Turn Up or Die. Il tour prevede la partecipazione dell'artista Dazegxd, e artisti ospiti come d0llywood1 e Lucy Bedroque, e inizierà durante il mese di Aprile 2025. Il 1 Gennaio 2025, Jane Remover annuncia il suo terzo album in studio, Revengeseekerz, accompagnato dal rilascio del singolo, "JRJRJR". L'album viene rilasciato il 4 Aprile 2025.
Il 22 maggio 2025, Remover ha pubblicato Supernova sui servizi di streaming, un brano esclusivo dell'edizione CD di Revengeseekerz. Il brano vede la partecipazione del rapper Funeral della Carolina del Nord. Il 15 agosto pubblica un remix di “Calvin Klein” di That Kid.
Il 18 agosto 2025, Remover ha pubblicato un mixtape intitolato Indie Rock senza alcun preavviso su un account SoundCloud secondario. Il progetto è stato rimosso circa due ore dopo la sua pubblicazione. Remover ha successivamente pubblicato un post su X dicendo "Spero lo abbiate scaricato." e "Hahahahahahahahaha". Successivamente in un altro post, ora cancellato, disse "Volevo che fosse vostro... ma non che diventasse un problema... Quindi ora è tutto vostro." Conteneva 17 brani e aveva una durata di circa 40 minuti.
Remover aveva precedentemente suonato uno snippet di Audiostalker, una delle tracce della mixtape, in diverse tappe del suo tour e durante l'aftershow del suo set al Lollapalooza 2025.

### Leroy
Leroy è un progetto secondario di Jane Remover, con il quale crea mashup EDM ricchi di sample di vario genere. Queste release campionano un'ampia gamma di suoni, tra cui musica pop degli anni 2010, video virali, e musica della stessa Remover. Ha pubblicato una serie di album con il nome di “dariacore”, il primo tra i quali uscito il 14 Maggio 2021. La copertina di ogni album pubblicato con il nome di Leroy era costituita da immagini tratte dalla serie televisiva Daria, che ha portato alla coniazione del termine "dariacore" usato per descrivere lo stile di produzione unico utilizzato da Remover per queste uscite. Il sito web insider ha definito il genere come "musica pop sotto effetto di steroidi". Il genere è stato descritto da Raphael Helfand di The Fader come “un genere che porta le tendenze più sciocche dell'hyperpop alle loro logiche conclusioni”. Tre album sono stati pubblicati con lo pseudonimo “leroy” dal Dicembre 2020 al Maggio 2022, dopo di che lo pseudonimo è stato ufficialmente ritirato nel giugno 2022 con la pubblicazione di un DJ mix commemorativo realizzato dalla stessa Remover, intitolato “Leroy & Dltzk Memorial Service”. Dalla pubblicazione di Dariacore, la serie ha ispirato molti artisti ad adottare uno stile di produzione simile, pubblicando brevi brani EDM basati su campioni e incentrati sui media popolari.
Il 21 Luglio 2023, Remover pubblica il quarto e ultimo album in studio sotto lo pseudonimo di Leroy, Grave Robbing, presentato in anteprima su NTS Radio.
Il 2 Giugno 2025, a distanza di circa 2 anni, l'account di Leroy torna attivo su Soundcloud e Remover annuncia a sorpresa, tramite i suoi profili social media, il singolo "XO TOUR LLIF3". Nei giorni successivi pubblica altri due singoli, "I DID THIS FOR US" e "...LIKE WATCHING A ZOMBIE TURN".
Il 20 Luglio 2025 pubblica il singolo "CROWDKILLING 101" e il 7 Luglio 2025 pubblica "NOTHING LASTS FOREVER (EVERY DETAIL U HAVE EVER TOLD ME)".

### Venturing
Venturing è un altro dei progetti secondari di Jane Remover, inizialmente nato come gruppo indie rock fittizio. Remover ha pubblicato diversi brani con lo pseudonimo di Venturing su SoundCloud tra il 2022 e il 2023, prima di rilasciare Arizona, il suo primo EP di debutto ufficiale come Venturing, sulle piattaforme di streaming il 19 maggio 2023. Remover ha annunciato ufficialmente l'album di debutto in studio del progetto, Ghostholding, il 5 Dicembre 2024 e viene rilasciato il 14 Febbraio 2025.

## Discografia

### Album in studio
- 2021 – Frailty
- 2023 – Census Designated
- 2025 – Revengeseekerz

## Tournée
- 2022 – The Hypochondriac Tour (con Brakence)[15]
- 2024 – Designated Dreams Tour (con Quannnic)[38]
- 2024 – Lay Down My Life Tour (con JPEGMafia e RXKNephew)[20]
- 2025 – Turn Up or Die Tour (con Dazegxd, D0llywood1, e Lucy Bedroque)[21]